# Antanas Sniečkus
Antanas Sniečkus, né le 7 janvier 1903 à Būbleliai et décédé le 22 janvier 1974 à Druskininkai, était un homme politique communiste lituanien qui a été premier secrétaire du Parti communiste de Lituanie du 15 août 1940 au 22 janvier 1974.

## Biographie
Antanas Sniečkus naît le 7 janvier 1903, dans le village de Būbleliai, près de Šakiai. Pendant la Première Guerre mondiale, sa famille fuit en Russie où il observe la révolution russe de 1917. En 1919, sa famille retourne en Lituanie. En 1920, il est déjà membre du parti bolchevique. La même année, il est arrêté pour activités antigouvernementales. Il est libéré sous caution, mais s'enfuit à Moscou et devient un agent du Komintern. À Moscou, il gagne la confiance de Zigmas Angarietis (en) et de Vincas Mickevičius-Kapsukas, et devient membre du Comité central du Parti communiste de Lituanie. En 1926, le Komintern envoie Sniečkus en Lituanie pour remplacer Karolis Požela (en), récemment exécuté, à la tête du Parti communiste de Lituanie interdit et clandestin.
De 1926 à 1930, il se livre à des activités subversives en Lituanie et est de nouveau arrêté et emprisonné à la prison de Kaunas en 1930. En 1933, Antanas Sniečkus est libéré en échange de prisonniers politiques lituaniens détenus en URSS. En 1936, il retourne en Lituanie. En 1939, il est de nouveau arrêté et condamné à huit ans de prison. Après l'ultimatum soviétique de 1940 à la Lituanie et l'occupation militaire qui suit, Antanas Sniečkus est libéré de prison le 18 juin 1940 et devient le chef du Département de la sécurité nationale. Le commissaire aux Affaires étrangères Vladimir Dekanozov arrive en Lituanie quelques jours plus tôt, le 15 juin, pour organiser l'incorporation de la Lituanie à l'Union soviétique. En tant que secrétaire du parti, Sniečkus a donné les ordres de Vladimir Dekanozov au nom du parti. Sniečkus a contribué à créer une atmosphère de terreur avant les élections du Seimas populaire nouvellement créé par les autorités soviétiques, le 14 juillet. Seuls le Parti communiste de Lituanie et ses collaborateurs peuvent présenter des candidats. Les gens sont menacés de diverses manières pour qu'ils participent aux élections, mais les résultats sont tout de même falsifiés. Le 21 juillet, le Seimas populaire (en) déclare que le "peuple" lituanien veut rejoindre l'Union soviétique, et le 3 août, le Soviet suprême de l'URSS annexe la Lituanie à l'Union soviétique. Le processus illégal d'annexion est formellement achevé et la République socialiste soviétique de Lituanie est créée. Du 15 août jusqu'à sa mort, Antanas Sniečkus est l'homme le plus puissant de Lituanie.
Antanas Sniečkus initie les premières déportations massives de Lituaniens du 14 au 19 juin 1941. Il fait même déporter son propre frère et sa famille en Sibérie, où son frère meurt. Lorsque le chef du parti soviétique Nikita Khrouchtchev lance un programme d'amnistie, de nombreux prisonniers politiques et déportés sont libérés des prisons et des camps de travail, mais Antanas Sniečkus ne leur permet pas de retourner en Lituanie.
Le 26 novembre 1942, le Mouvement partisan lituanien est créé à Moscou, sous le commandement de Antanas Sniečkus, qui s'est retiré avec l'Armée rouge à Moscou, en 1941. On estime qu'en Lituanie, cinq à dix mille personnes se sont engagées dans des activités clandestines soviétiques pendant la guerre.
En 1944, en raison de l'avancée de l'Armée rouge, sa mère fuit la Lituanie vers l'Ouest et renie son fils. Deux de ses frères et trois de ses sœurs fuient également vers l'Ouest. Antanas Sniečkus revient de Russie en 1944 avec les responsables communistes qui s'étaient retirés lors de l'invasion allemande du 22 juin 1941.

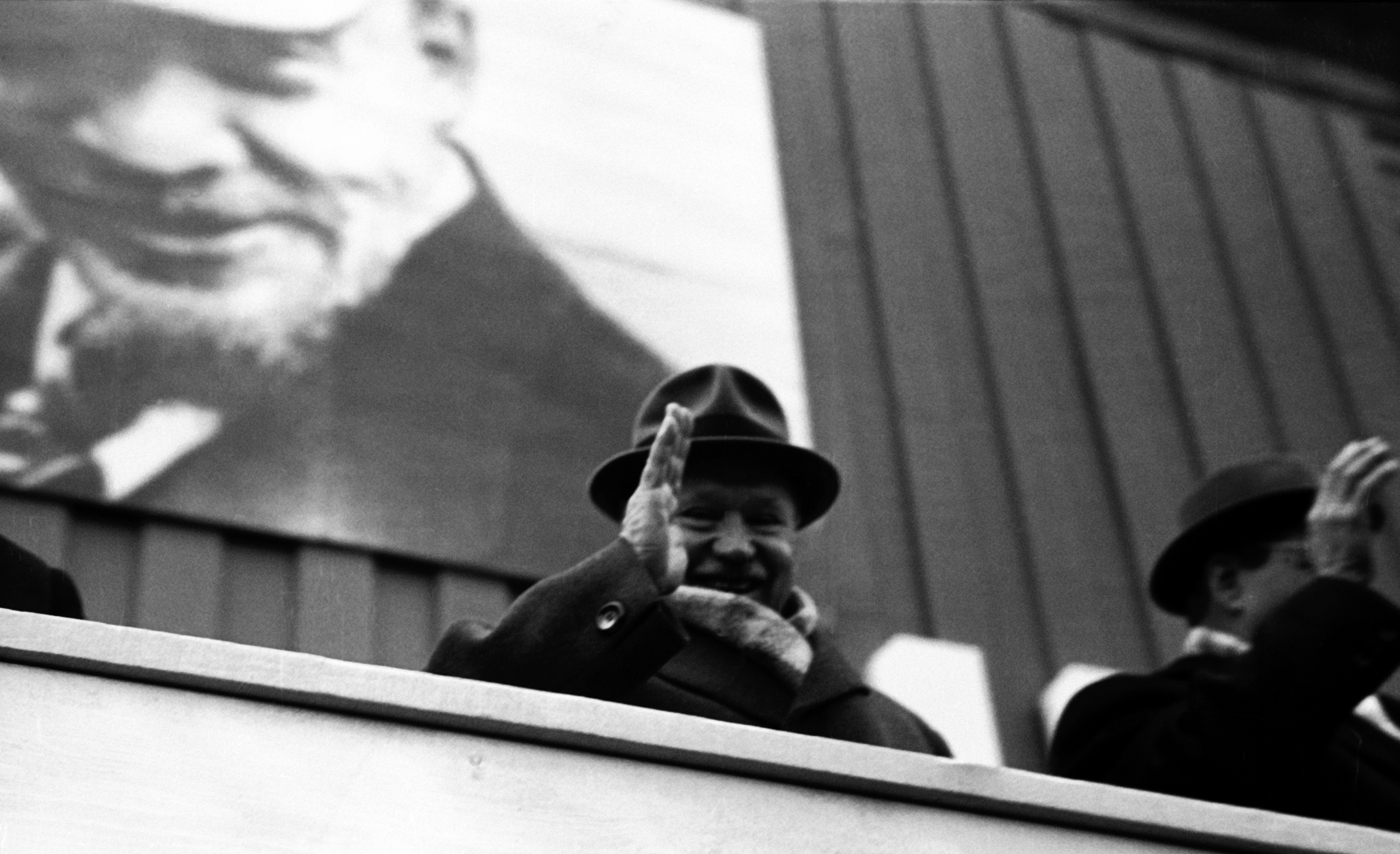
Antanas Sniečkus saluant lors des célébrations du Jour de la Révolution en 1970.

Au cours des dernières décennies du règne de Antanas Sniečkus, l'orientation nationaliste est perceptible dans ses activités. La première confrontation avec Moscou a lieu en 1949-1950, quand il doit défendre contre la persécution ses vieux amis communistes, avec lesquels il travaille dans la clandestinité. La Lituanie est la seule république de l'URSS où non seulement il n'y a pas de persécution massive des vieux communistes et où aucun communiste de l'époque pré-soviétique n'est accusé et arrêté. À peu près à cette époque, sa politique commence à prendre un caractère nationaliste en sabotant certains ordres de Moscou et en exigeant certains privilèges pour la Lituanie et d'autres.
Son épouse Mira Bordonaitė (1910-1992) est également une communiste convaincue et passe de nombreuses années en prison.
Antanas Sniečkus a deux enfants, Vladas et Marytė.
Inhumé au cimetière d'Antakalnis.

## Après sa mort
Sniečkus, un village pour les employés de la centrale nucléaire d'Ignalina, sur les rives du lac Drūkšiai, est fondé en 1975. En 1992, la ville est rebaptisée Visaginas et obtient en 1995 le droit de cité.
Certaines tentatives sont faites en Lituanie pour réhabiliter Antanas Sniečkus, qui est mythifié avec plus ou moins de succès pendant plusieurs décennies.